# Episodi di Segni particolari: genio (seconda stagione)
La seconda stagione della serie televisiva Segni particolari: genio è stata trasmessa in anteprima negli Stati Uniti d'America dalla ABC tra il 23 settembre 1987 e l'11 maggio 1988.
| nº | Titolo originale                           | Titolo italiano | Prima TV USA      | Prima TV Italia |
| -- | ------------------------------------------ | --------------- | ----------------- | --------------- |
| 1  | Science Fair-Weather Friends               |                 | 23 settembre 1987 |                 |
| 2  | The Write Stuff                            |                 | 30 settembre 1987 |                 |
| 3  | The Big Squeeze                            |                 | 7 ottobre 1987    |                 |
| 4  | Child of the 60's                          |                 | 14 ottobre 1987   |                 |
| 5  | Trouble in Perfectville                    |                 | 28 ottobre 1987   |                 |
| 6  | Coach Charlie                              |                 | 4 novembre 1987   |                 |
| 7  | That'll Be the Day                         |                 | 11 novembre 1987  |                 |
| 8  | Poltergeist III                            |                 | 18 novembre 1987  |                 |
| 9  | Psyched Out at Fillmore                    |                 | 25 novembre 1987  |                 |
| 10 | Revenge of the Liberal                     |                 | 2 dicembre 1987   |                 |
| 11 | Play It Again, Woody                       |                 | 9 dicembre 1987   |                 |
| 12 | Will the Real Arvid Engen Please Stand Up? |                 | 6 gennaio 1988    |                 |
| 13 | On the Road Again                          |                 | 13 gennaio 1988   |                 |
| 14 | Fatal Distraction                          |                 | 20 gennaio 1988   |                 |
| 15 | Cello Fever                                |                 | 27 gennaio 1988   |                 |
| 16 | Parent's Day                               |                 | 3 febbraio 1988   |                 |
| 17 | Love Is Debatable                          |                 | 10 febbraio 1988  |                 |
| 18 | For Better, for Worse                      |                 | 2 marzo 1988      |                 |
| 19 | We Love You, Mrs. Russell                  |                 | 9 marzo 1988      |                 |
| 20 | Don't Play with Matches                    |                 | 23 marzo 1988     |                 |
| 21 | The 21st Century News                      |                 | 4 maggio 1988     |                 |
| 22 | Moore Than You Know                        |                 | 11 maggio 1988    |                 |